# Isabel Margarita Ordetx
Isabel Margarita Ordetx y Cruz Prieto fue una escritora, poeta y activista feminista cubana. Colaboró en varias publicaciones de su país como cronista, entre ellas en el Heraldo de Cuba, en La Discusión,  en El Fígaro, en la Bohemia, en América , Las Antillas y en Arte. Revista Universal.
Además, fue redactora de La Mujer —junto a Aída Peláez de Villa Urrutia y Domitila García de Coronado— y directora en jefe de Vanidades entre 1937-1952, revista femenina que lanzó Josefina Mosquera en 1937.